# SOUND VIEW
『SOUND VIEW』はスカイパーフェクTV!の第一興商スターカラオケで放送されていた音楽番組。2012年4月以降はスターカラオケの放送終了に伴い、歌謡ポップスチャンネルに番組移動した。

## 概要
- 1970年代から1990年代のヒット曲を5～7曲程度を様々な風景、映像で放送している。
- 現在までにHITS5まで作られており、毎月放送内容が変わる。
  - #41以降から曲紹介の字体が変わり、#51からまた新たな字体となり、HITS4からまた新たに字体が変わった。
  - #23以降は映像のスピードがスローになっている回もある。
- 15分の短縮放送も存在する。これはかつて番組で番組で流れた曲をダイジェストで振り返るものとなっている。
- 15分版の放送はかつてはイントロから曲紹介されていたが、現在は省略されている。また、HITS9より字体が#51以降のものに変更されたが、HITS22よりまた字体が変更されている。
- 歌謡ポップスチャンネルに移動後は90年代の内容は放送されなくなり、70、80年代のみとなった。

## 放送時間
- 30分版
  - 毎日14:00～15:30、16:00～18:00、平日深夜 0:30～1:00、深夜 3:00～4:00、日曜日 21:00～23:00（ただし、放送されない場合もある）
- 15分版
  - 毎週月曜日、水曜日、木曜日 21:45～22:00、土曜日 10:30～10:45、16:30～16:45、日曜日 22:45～23:00（ただし放送されない場合もある）